# Arichanna postflava
Arichanna postflava är en fjärilsart som beskrevs av Alfred Ernest Wileman 1914. Arichanna postflava ingår i släktet Arichanna och familjen mätare. Inga underarter finns listade i Catalogue of Life.